# Basilica di San Giovanni Maggiore
La basilica di San Giovanni Maggiore è una chiesa monumentale di Napoli, situata nel centro antico della città.
Rimasto chiuso per decenni a causa di lavori di restauro e indagini archeologiche, il luogo di culto, testimonianza preziosa dei principali periodi storico-artistici della città, riapre stabilmente nel gennaio 2012.

## Storia
La concessione imperiale della libertà di culto, a partire dal celebre Editto del 313, rese possibile la costruzione di questa chiesa quale luogo di culto all'aperto ed ispirò anche numerose leggende circa i motivi della sua costruzione. Una di queste leggende vuole che Costantino abbia desiderato la costruzione della chiesa come ringraziamento per lo scampato pericolo ad un naufragio della figlia Costanza.
L'epoca di fondazione della basilica, apposta ad un preesistente tempio pagano (forse dedicato ad Ercole o ad Antinoo) sarebbe da collocare intorno all'anno 324, come avvalorato da un'iscrizione di epoca greca rinvenuta su di un architrave. Tuttavia è certo che un'ampia ricostruzione avvenne oltre due secoli più tardi, nel VI secolo, per opera del vescovo Vincenzo (in carica tra il 554 ed il 581). In questo periodo la chiesa fu inserita tra le quattro maggiori della città, assieme alla chiesa di San Giorgio Maggiore, a quella dei Santi Apostoli e a quella della Pietrasanta.
Probabilmente la basilica, costruita al tempo della dominazione bizantina di Belisario, era ricca di mosaici e cupole e fu poi rimaneggiata in epoca normanna prima ed angioina poi. A quest'ultimo periodo, infatti, risale l'allargamento delle navate laterali e il rifacimento completo del transetto.

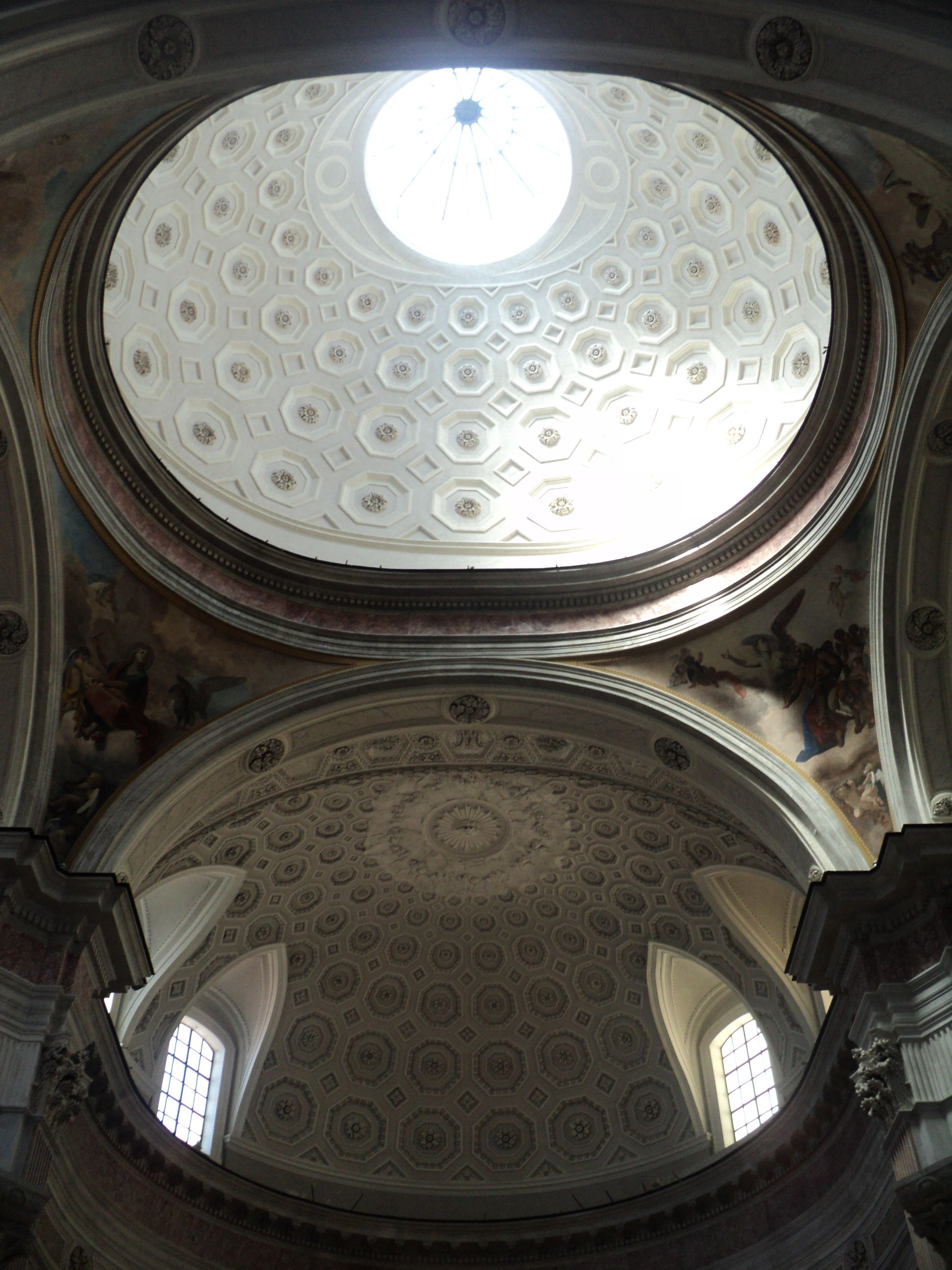
La doppia cupola del Lazzari

Le ultime cospicue trasformazioni si ebbero poi per opera di Dionisio Lazzari che fu chiamato a ristrutturare la chiesa dal 1656, dopo un terremoto avvenuto nel 1635. L'intervento del Lazzari, che progettò anche la pregevole "mezza-cupola" posta tra la navata centrale e l'abside, fu completato nel 1685; le trasformazioni barocche attuate fecero sì che non rimanesse più molto del tempio originario. Durante questi lavori, furono rinvenute due tavole dell'antico calendario della chiesa napoletana, incise nell'887 ed ora conservate nell'arcidiocesi di Napoli. Nel 1689 vennero infine completati i due cappelloni del transetto.
Altri terremoti nel 1732 e nel 1805 provvidero a far sì che la chiesa venisse più e più volte ristrutturata ancora. Un ulteriore terremoto nel 1870 sconquassò l'edificio, in particolar modo la navata destra che venne distrutta quasi interamente, e fece crollare la volta. Per i lavori di restauro Gennaro Aspreno Galante non poté eseguire la dettagliata descrizione del tempio per la sua monumentale Guida sacra della città di Napoli, se non grazie a ricordi passati. Così per volontà del Municipio la chiesa rischiò di essere rasa al suolo per dare spazio ad una piazza. Nel 1872, però, si avviarono i lavori di ristrutturazione neoclassica voluti con tenacia dal canonico Giuseppe Perrella, ricordato con una lapide lungo la navata destra. I lavori furono eseguiti su progetto dell'ingegnere Giorgio Tomlison che si avvalse delle correzioni di Errico Alvino e di Federico Travaglini e terminarono nel 1888. Il soffitto ottocentesco realizzato dopo il terremoto del 1870 presentava tre grandi raffigurazioni pittoriche, la centrale delle quali raffigurava il Battesimo di Gesù mentre le laterali riprendevano la nascita e la morte del precursore di Cristo; si occuparono del progetto il pittore foggiano Nicola Montagono e Domenico Leggieri, che invece elaborò l'ornato.

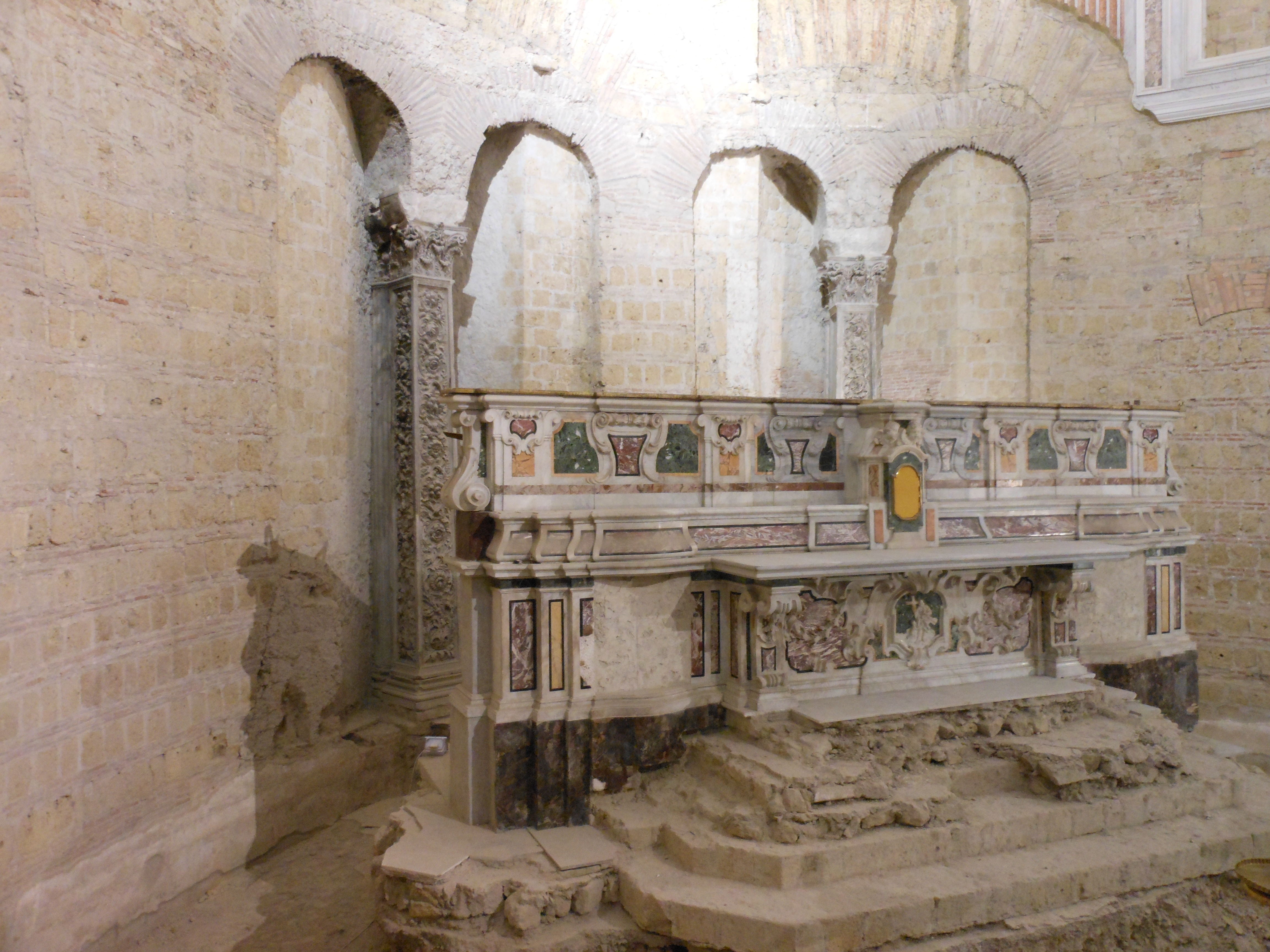
Altare maggiore con alle spalle l'abside paleocristiana rinvenuta durante i lavori del 1978

Cento anni dopo, nel 1970, avvenne un altro cedimento della volta che distrusse tutta l'opera decorativa ottocentesca costringendo così la chiesa a chiudere per quarantadue anni. Nel frattempo si avviarono importanti programmi di restauro che portarono alla luce nel 1978 l'abside paleocristiana al di sotto del coro ligneo seicentesco, quest'ultimo poi spostato nell'oratorio dei LXVI Sacerdoti; la chiesa si aggiunse pertanto all'elenco di quelle di Napoli che conservavano ancora una testimonianza al loro interno proveniente da tale periodo storico, quindi alla chiesa di San Giorgio Maggiore, a quella di Sant'Aniello a Caponapoli, di San Gennaro fuori le Mura e di San Gaudioso alla Sanità. Durante gli anni di restauro diverse opere vennero trafugate, come la doppia balaustra marmorea di Domenico Antonio Vaccaro che anticipava l'altare maggiore o come il crocifisso ligneo di stile romanico databile alla seconda metà dell'XI secolo che era nella confraternita dei LXVI Sacerdoti e che fu rubato nel 1977. Per scongiurare ulteriori atti furtivi, diverse pitture vennero invece custodite in depositi della Soprintendenza più sicuri, come avvenne per quattro grandi tele verticali seicentesche di ignoto autore napoletano (lo Sposalizio della Vergine, la Circoncisione, il San Tommaso e un Santo Vescovo) che erano nella congrega del Santissimo Sacramento o per un'Adorazione dei Magi della bottega di Andrea Sabatini che era nella cappella Borgia della navata destra; altri dipinti invece furono collocati in musei della città, come accadde per lo Sposalizio della Vergine e per il Gesù nella bottega di san Giuseppe attribuiti a Diana De Rosa, che confluirono nelle raccolte del Museo diocesano di Napoli.
Nel gennaio 2012 la basilica è stata riaperta grazie anche all'intervento dell'Ordine degli Ingegneri della Provincia. Dalla sua riapertura, oltre ad essere tornata luogo di culto consacrato, la basilica è spesso adoperata per ospitare eventi culturali. Nel 2020, anniversario della sua fondazione, il tempio è stato restituito alla Comunità Parrocchiale.

## Descrizione

### Pianta
| 1. Navata 2. Sala dell'Archivio 3. Cappella di San Raffaele Arcangelo 4. Cappella dei Paleologi 5. Cappella Ravaschieri 6. Cappella di Sant'Anna 7. Cappella di Sant'Adriano 8. Cappellone del Crocifisso 9. Congrega del LXVI Sacerdoti 10. Congrega dei Bianchi del Santissimo Sacramento 11. Altare maggiore e abside paleocristiana 12. Sacrestia nuova 13. Cappellone di Santa Lucia 14. Ingresso laterale 15. Cappella Borgia 16. Cappella del Cuore di Maria 17. Cappella del Cuore di Gesù 18. Cappella del Presepe 19. Congrega dei Cuochi | Pianta dell'interno |

### Esterno
La chiesa presenta un ingresso principale che svetta sulle omonime rampe di San Giovanni, alle spalle di via Mezzocannone, dove è ben visibile la facciata spoglia e ricostruita nel Novecento senza alcun motivo di rilievo artistico. Un ingresso laterale è invece situato sul largo che prende anch'esso nome dalla basilica, collocato al centro tra la cappella Pappacoda e il palazzo Giusso.

### Interno

#### Navata centrale

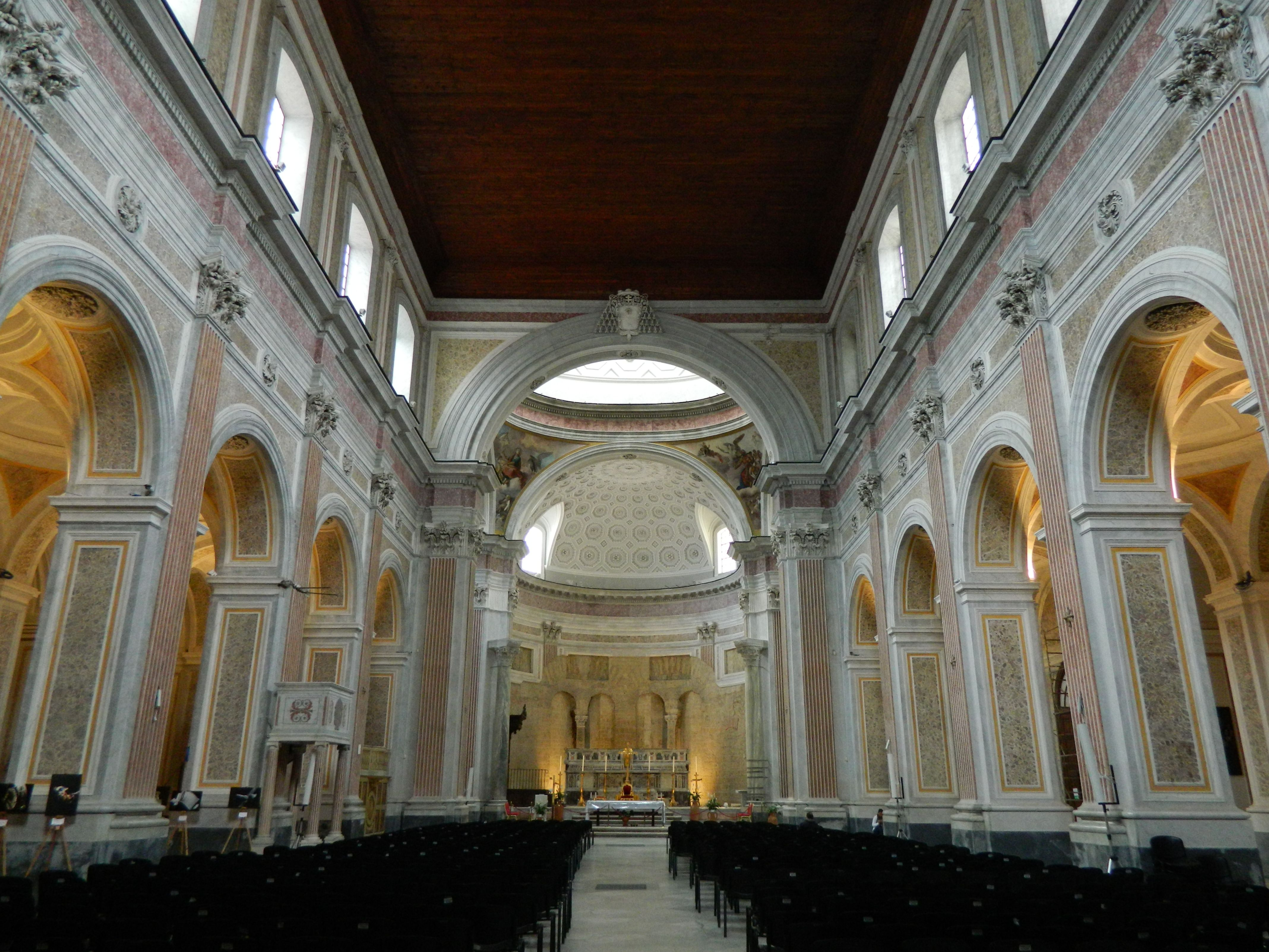
Interno

L'interno si presenta con un impianto tipicamente basilicale, a croce latina a tre navate con transetto e una doppia cupola all'altezza della crociera e dell'abside.

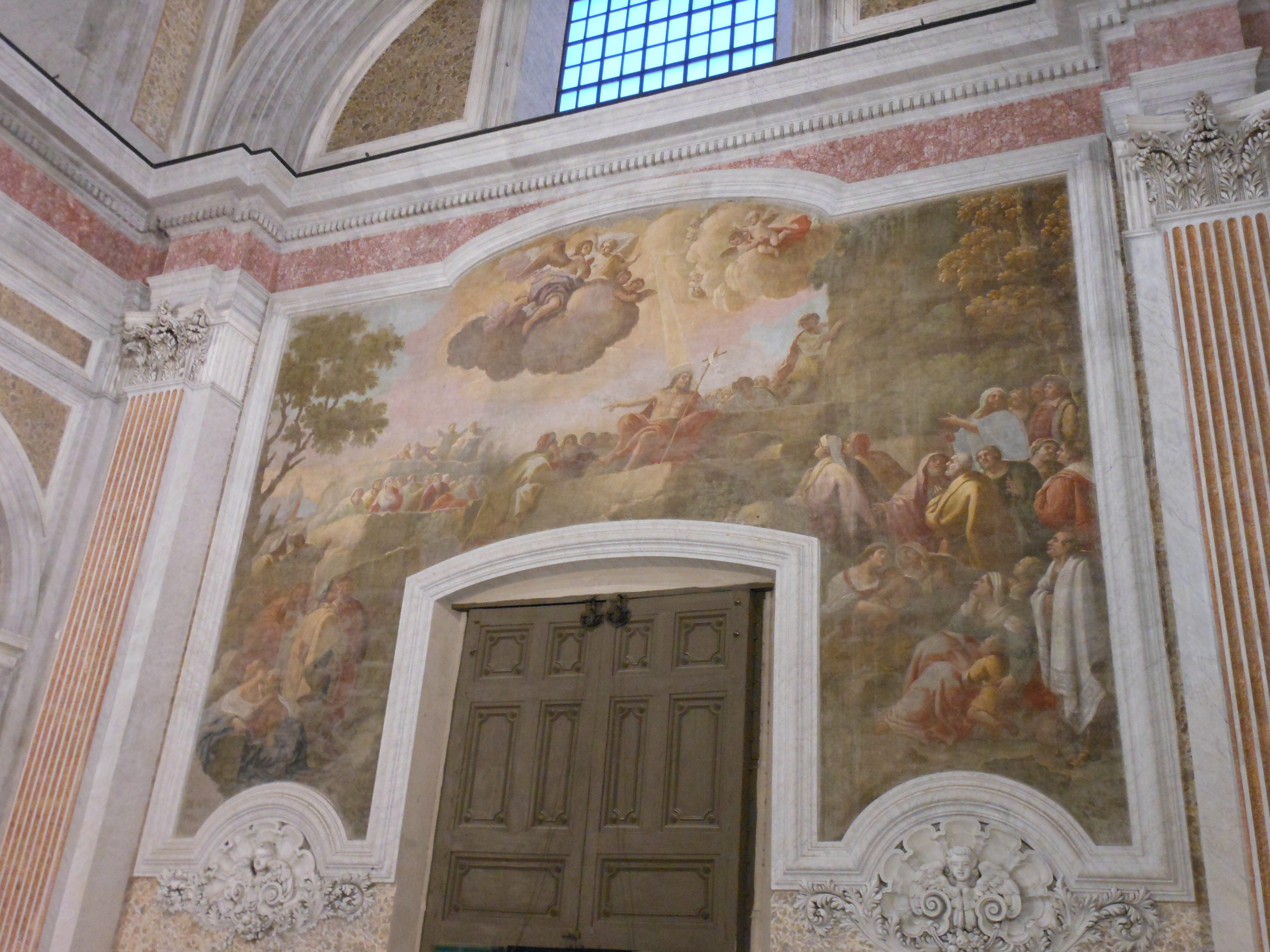
Controfacciata con la Predicazione del Battista ai discepoli del De Vivo

Sulla controfacciata è raffigurata la grande scena ad affresco della Predicazione del Battista ai discepoli, opera di Giuseppe De Vivo del 1730. Ai lati dell'ingresso sono a sinistra la sala dell'Archivio, dov'è un frammento di un affresco seicentesco ritraente il Cristo, mentre a destra, decorata sopra la porta d'ingresso con un altro affresco seicentesco di ignoto autore raffigurante Rachele e Giacobbe, è la congrega dei Cuochi, che presenta all'interno una scena affrescata del De Vivo sulla Lavanda dei piedi.
Sotto la prima arcata sinistra della navata mediana è il fonte battesimale settecentesco con aggiunte ottocentesche riscontrabili nella gradinata marmorea e nella balaustra lignea; addossato al terzo pilastro di sinistra della navata è invece il pulpito monumentale.
Il soffitto oggi si presenta in semplice legno a causa del crollo del 1970. Le cupole sono due e sono figlie di una soluzione tra le più particolari e originali della città, frutto dell'ingegno di Dionisio Lazzari che dispose nel 1656 dopo la cupola della crociera anche un'altra mezza-cupola in linea d'aria sopra l'altare maggiore.
L'altare maggiore è opera di Domenico Antonio Vaccaro, costruito nel 1743; addossati ai pilastri presbiteriali della crociera sono invece due colonne romane in marmo cipollino del VI secolo sormontate da capitelli corinzi. Dietro l'altare è ben visibile la più evidente traccia dell'antica costruzione paleocristiana, riscontrabile nell'abside di forma semicircolare risalente al VI secolo e costituita da quattro arcate poggianti su pilastri che davano su un deambulatorio, in continuazione delle navate laterali.
La cripta della chiesa è accessibile da una scala posta a sinistra dell'ingresso principale. Databile al Seicento questa occupa pressoché l'intera aula della chiesa superiore, presentando tre navate tutte con volte a vela; l'altare maggiore settecentesco è infine decorato dalla pala della Madonna del Rosario con san Rocco e san Giovanni.

#### Navata sinistra
Nella navata sinistra si aprono cinque cappelle laterali dove sono custodite le più importanti testimonianze artistiche della basilica, in quanto, rispetto a quella di destra, è quella che meglio si è conservata nei secoli scampando alle varie calamità naturali. La navata destra infatti, fu fortemente rimaneggiata a seguito del terremoto del 1870 mostrando quattro cappelle laterali, pressoché tutte decorate da dipinti di autori di cui non si ha traccia. Oltre la quarta cappella della navata di destra è infine la cosiddetta "porta piccola", ovvero l'accesso secondario alla chiesa, che dà sul largo San Giovanni Maggiore, esattamente tra la cappella Pappacoda e il palazzo Giusso.
La prima cappella della navata sinistra, nata nel voto di san Carlo Borromeo, venne intitolata nel 1844 a san Raffaele Arcangelo ed è decorata sopra l'arco d'ingresso esterno da una tela del 1722 dell'Addolorata con i Santi Lucia e Nicola firmata da Giuseppe Scala (allievo di Paolo De Matteis); l'interno vede sulla parete destra una tempera che funge da bozza del soffitto ottocentesco dipinto dal Montagono, a sinistra invece una tela dell'Adorazione del Santissimo Sacramento di Didacus Sessa P. del 1737.

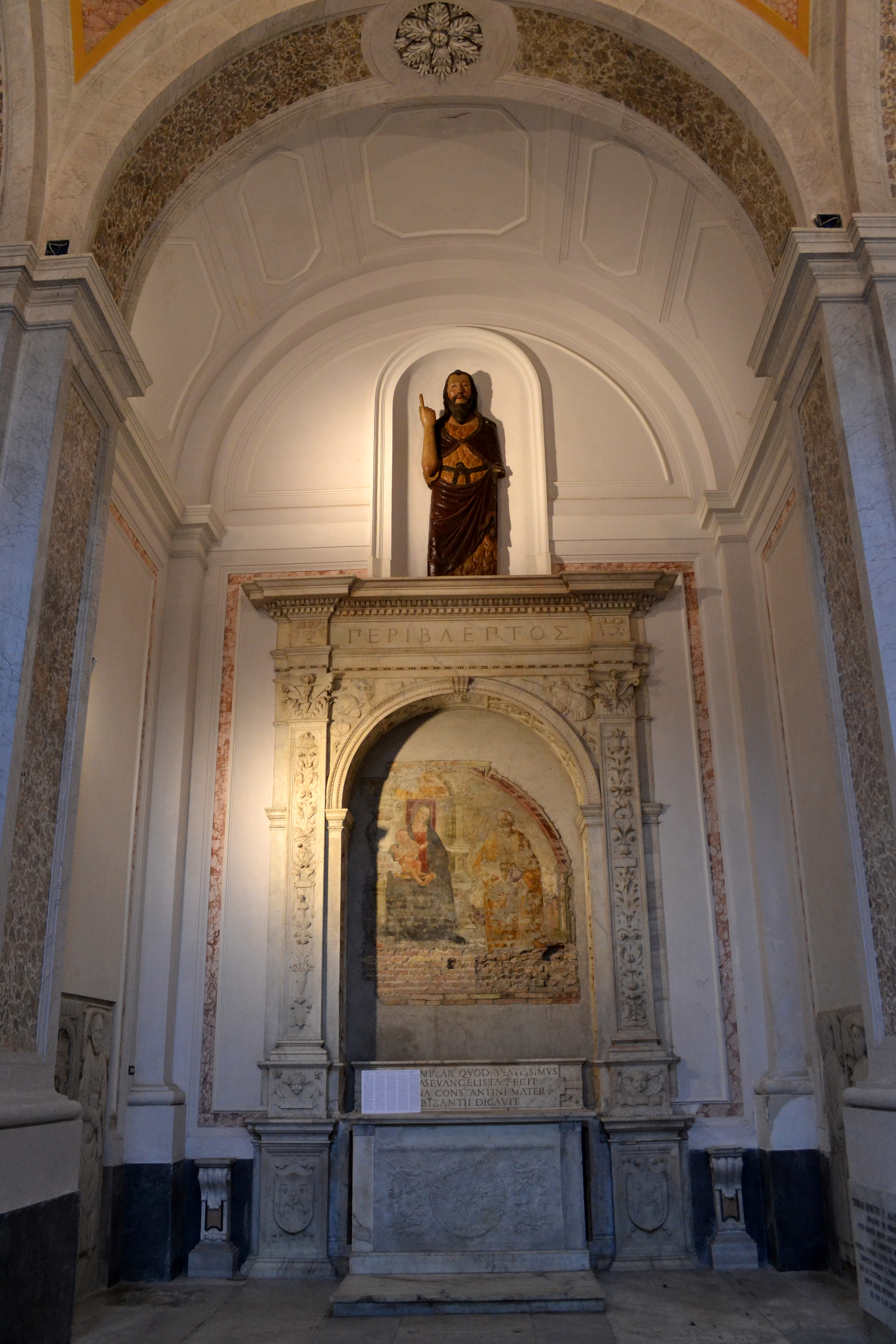
Cappella dei Paleologi

La seconda cappella è di proprietà della famiglia Paleologi e dedicata a santa Maria di Costantinopoli. La stessa presenta all'interno, nella parete frontale, un affresco cinquecentesco raffigurante la Madonna col Bambino assisa vicino a San Pietro: questo affresco fu spostato dal suo luogo originale, il cappellone di Santa Lucia, nel 1678 e fu collocato all'interno di un grande tabernacolo rinascimentale finemente scolpito dove, sopra la trabeazione, si apre una nicchia entro la quale è una scultura lignea della prima metà del Trecento raffigurante San Giovanni benedicente. Addossate alle pareti laterali sono le lapidi sepolcrali cinquecentesche di Raffaele Guarracino (sacerdote), Gianfrancesco Giano Anisio (poeta) e Giovan Leonardo Basso (abate), tutte di ignoti scultori napoletani e tutte collocate in cappella durante i lavori di restauro al complesso del 1680; su un lato è presente inoltre anche una lapide decorativa dedicata a Tommaso Demetrio Paleologo, ossia colui che fondò nel 1523 la cappella.
La terza cappella è di proprietà dei Ravaschieri di Genova ed è dedicata san Giovanni Battista. Presenta uno dei più bei monumenti scultorei di Giovanni da Nola: un retablo marmoreo databile 1534 che rappresenta al centro il Battesimo di Gesù con a sinistra San Francesco di Paola e a destra San Giacomo della Marca; al livello superiore è situata invece una Crocifissione mentre nella cimasa è un tondo raffigurante Gesù Risorto. Sulla parete sinistra è un dipinto di ignoto autore napoletano della metà del Seicento raffigurante la Predicazione di sant'Antonio da Padova, mentre addossata alla parete destra è un Battesimo di Cristo di Francesco De Mura, databile 1732.
La cappella di Sant'Anna è la quarta di sinistra e nacque a seguito dei lavori di restauro del 1742. Databile al 1740 invece è la santa titolare dell'ambiente raffigurata in una scultura lignea policroma, attribuita a Gennaro Vassallo, collocata sopra l'altare maggiore seicentesco entro una decorazione marmorea di Donato Troccoli sopra la quale è inoltre un altorilievo raffigurante la Madonna con il Divino Infante che legge un libro risalente al XV secolo; ai lati del statuetta lignea sono due dipinti su tavola ritraenti i frammenti di due figure di santi: a sinistra un santo vescovo, a destra invece una santa martire. Secondo la descrizione del Galante (p. 151 2° rigo) potrebbero essere S. Tommaso di Giacomo de Lustro e Maria Maddalena. Sopra il timpano spezzato dell'altare principale è una tela dell'Immacolata di ignoto autore napoletano del Seicento mentre sulla parete destra è il monumento funebre a Adamo Fortunato Spasiano eseguito nel 1776 da Salvatore Franco, allievo di Giuseppe Sanmartino.

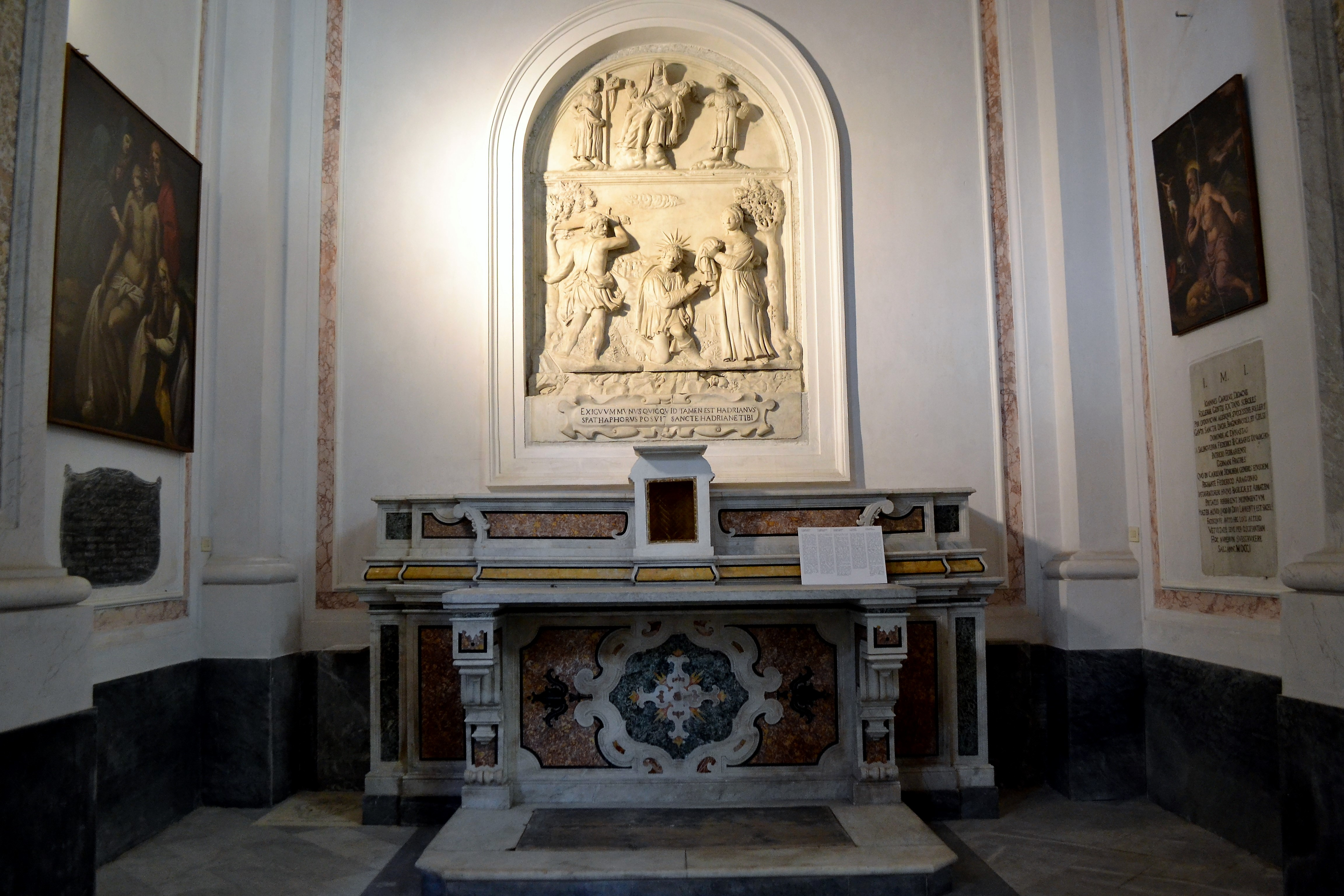
Cappella di Sant'Adriano

La cappella di Sant'Adriano è la quinta della navata sinistra: presenta una lastra marmorea scolpita sull'altare di attribuzione incerta (forse a Giovanni da Nola oppure ai due discepoli Annibale Caccavello o Girolamo D'Auria) raffigurante la Decapitazione di sant'Adriano, con al livello superiore una Pietà con i santi Filippo e Giacomo. Sulla parete sinistra è una Deposizione di Cristo cinquecentesca di Giovanni Bernardo Lama mentre in quella di destra è un San Girolamo di ignoto autore meridionale del Seicento.

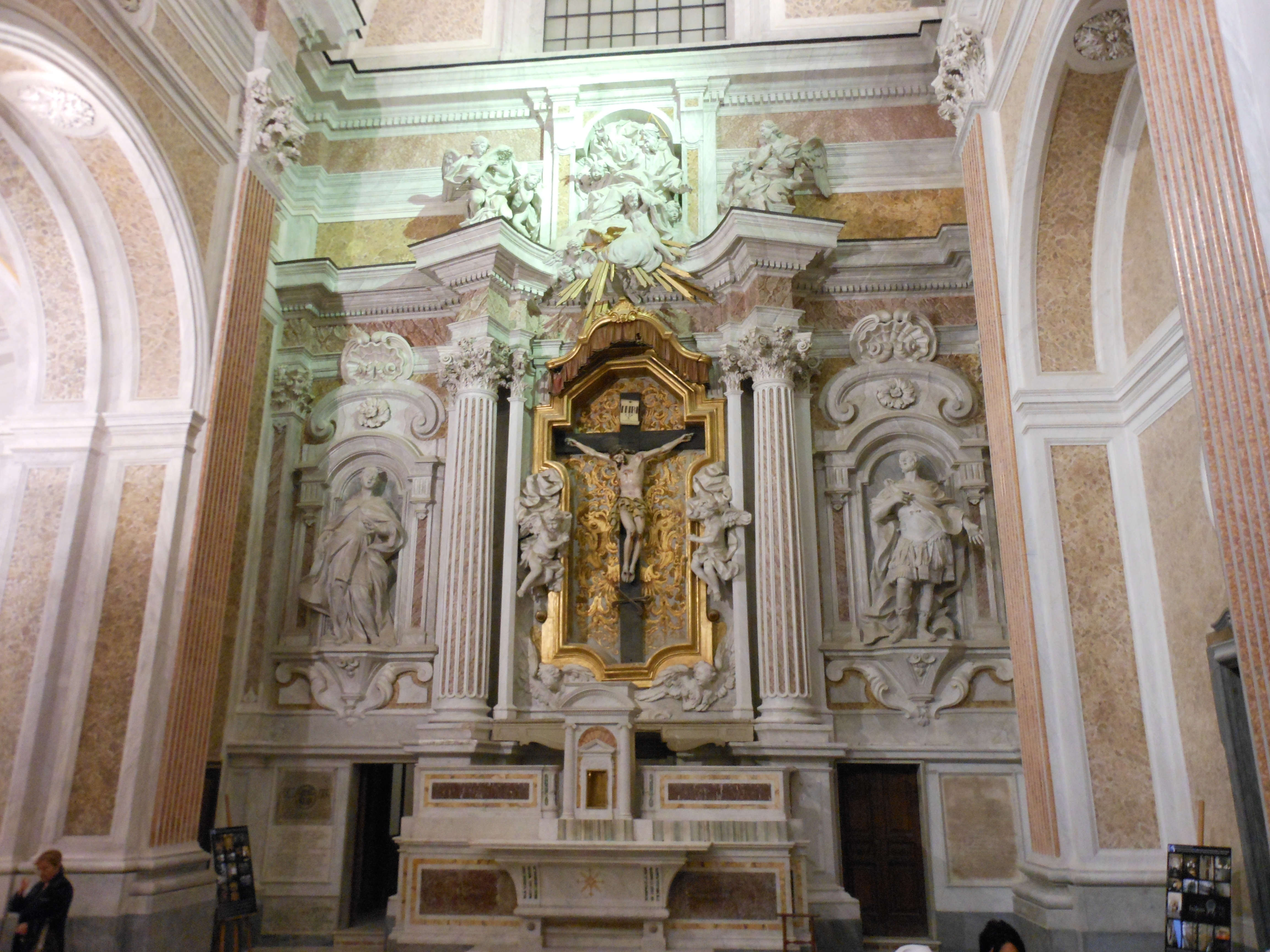
Cappellone del Crocifisso

Il cappellone del transetto sinistro è dedicato al Crocifisso: questo presenta una raffigurazione in stucco con statue di Costantino e Costanza (sua figlia) opere di Lorenzo Vaccaro del 1689, il quale completò un lavoro iniziato da Giovan Domenico Vinaccia i primi anni del XVII secolo; il Crocifisso posto al centro dell'opera risale invece al XVIII secolo. Sulla sinistra, verso l'ingresso dell'oratorio della confraternita dei LXVI Sacerdoti, al quale inizialmente apparteneva il cappellone del Crocifisso, è possibile vedere due lapidi di inizio XI secolo (anni 999-1003), da riferirsi alla fondazione e consacrazione della basilica, mentre secondo un’antica tradizione, non suffragata però da prove certe, la lapide superiore indicherebbe il luogo di sepoltura della leggendaria Sirena Partenope. Alla destra dell'altare del transetto sinistro è invece la congrega dei Bianchi del Santissimo Sacramento, ambiente rettangolare costruito nel XVI secolo e completato nel corso del XVII. La sua antica funzione era quella di offrire sostegno morale agli infermi. Sono oggi presenti un altare maggiore databile alla metà del Seicento, un coro ligneo, un organo databili intorno allo stesso periodo, un pavimento maiolicato, una colonna di epoca romana e decorazioni in stucco nella volta, di gusto barocco.

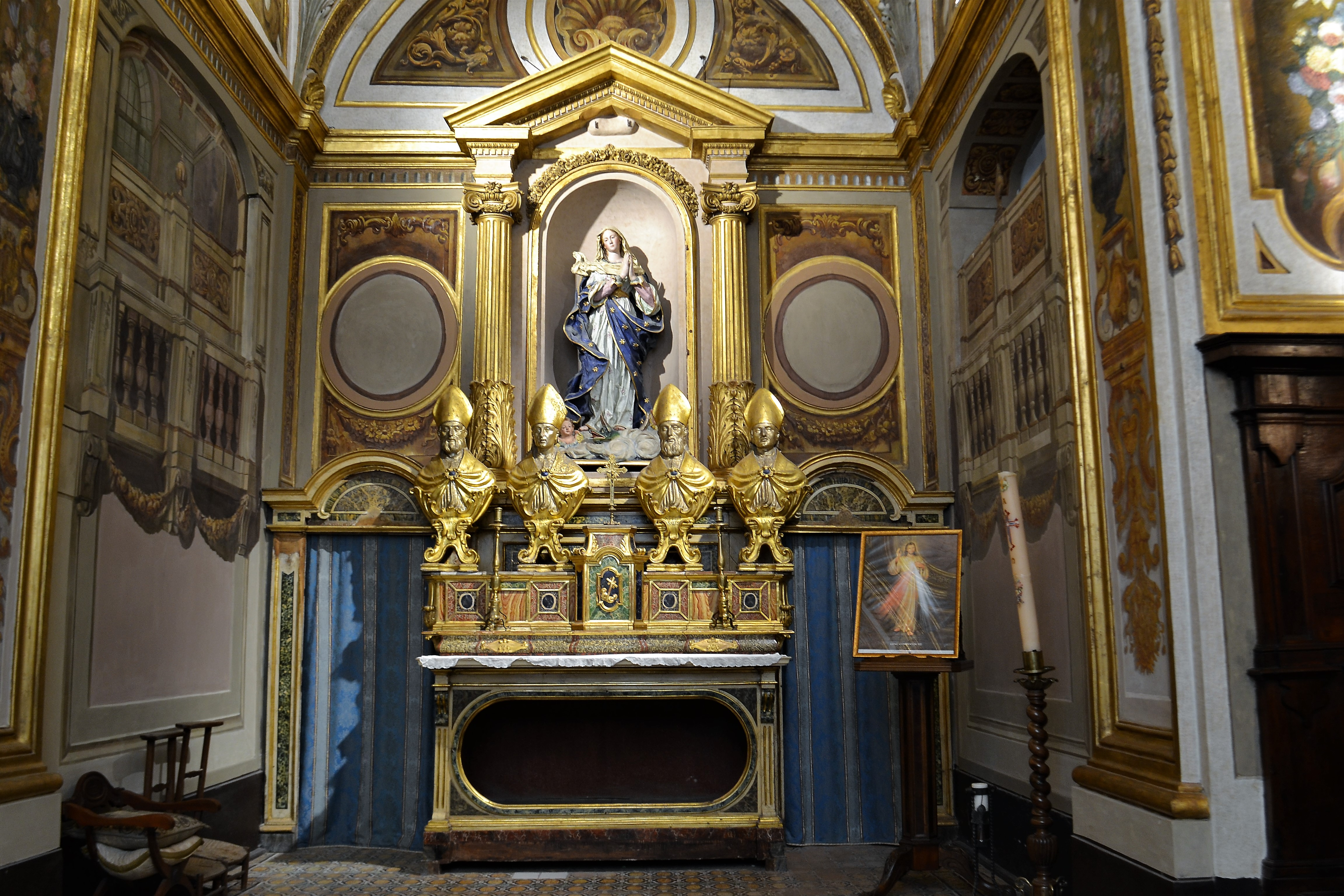
Altare maggiore dell'oratorio

Dal transetto sinistro si accede poi, tramite una porta a sinistra dell'altare, all'oratorio della confraternita dei LXVI Sacerdoti. Quest'ambiente, ricco di stucchi e dipinti del 1694, fu fondato nel 1619 dal sacerdote Ottavio Acquaviva e si compone sostanzialmente di due sale: l'oratorio vero e proprio e la sacrestia. Il primo ambiente conserva nella volta affreschi con l'Eterno, la Visione della Croce e angeli recanti i simboli della Croce, compiuti da Baldassarre Farina e Marcantonio Coda e databili alla fine del XVII secolo; le decorazioni alle pareti di gusto tardo barocco vedono invece un coro seicentesco sopra i cui stalli lignei sono le statue della Fede, Speranza, Carità e Religione, tutte databili al XIX secolo, mentre sull'altare maggiore è una statua lignea intagliata e dipinta dell'Immacolata, databile ante 1630, avanti la quale sono disposti quattro busti argentei di santi napoletani: San Carlo, San Benedetto, San Gennaro e Sant'Eusebio. Nella sacrestia sono presenti invece una fontana marmorea a muro e nella volta decorazioni in stucco dorato che incorniciano affreschi di angeli recanti i simboli della Croce.

#### Navata destra
La cappella della Madonna delle Grazie (o del Presepe) è la prima della navata di destra ed è famosa per la presenza un tempo di un presepio in terracotta del XVIII secolo, poi trafugato, da cui deriva la denominazione ulteriore di "cappella del Presepe". La cappella fu acquisita nel 1871 dalla famiglia Mascaro e dedicata nello stesso anno alla figura della Madonna; sulla parete principale è collocata una Madonna col Bambino di autore ignoto settecentesco, mentre sulla parete destra è la tela raffigurante Sant'Antonio di Padova, mentre a sinistra è la Vergine, entrambe di autori ignoti e databili al XVII secolo.
La cappella del Cuore di Maria, seconda di destra, conserva un altare marmoreo del XVII secolo ed un monumento funebre settecentesco del nobile Ebdomadario Domenico Badolato; nelle pareti laterali sono invece due dipinti di ignoto autore settecentesco raffiguranti San Gennaro a sinistra e San Cristoforo a destra.
La terza cappella è quella del Cuore di Gesù, di origine spagnola e dedicata un tempo alla Vergine della Compassione per via dell'affresco che decora la parete frontale, restaurato nel 1712 e ancora visibile. All'interno sono poi nelle cappelle laterali due tele ancora di ignoti autori napoletani: a sinistra è la Visione di san Brunone databile ai primi anni del Settecento, a destra è invece la figura di Santa Dorotea databile al Seicento.
La cappella Borgia, quarta della navata, custodisce alle pareti laterali due le tele di ignoti seicenteschi su San Gaetano Thiene a sinistra e il Sacrificio di Isacco a destra; nella parete frontale invece è l'Eterno, probabilmente un frammento di una composizione settecentesca più ampia.
Sul lato destro del transetto è invece collocato l'altare di Santa Lucia, ultimato nel 1689 e che ebbe una decorazione riccamente barocca così come quello opposto del Crocifisso; tuttavia il terremoto del 1870 lo distrusse completamente e pertanto oggi mostra un aspetto neoclassico donatogli dai lavori di ristrutturazione della fine del XIX secolo. Sopra l'altare è invece la tela di Corrado Giaquinto della prima metà del Settecento ritraente la Trinità con le sante Elena e Lucia.